# 阿莫爾 (小行星)

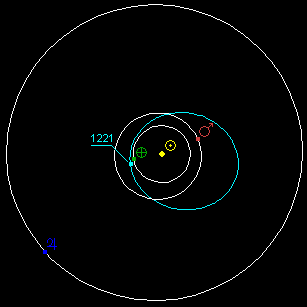
(1221) 阿莫爾於1932年3月12日在軌道上的位置。黃色－太陽、綠色－地球、紅色－火星、淡藍色－(1221) 阿莫爾、深藍色－木星。

阿莫爾（1221 Amor）是阿莫爾型小行星的代表，是軌道範圍介於地球和火星之間的近地小行星之一。(1221) 阿莫爾型通常是穿越火星軌道的小行星，但是不會穿越地球軌道。
尤金·德爾波特在距離地球1,600萬公里 (大約是地月距離的40被) 處拍攝到(1221) 阿莫爾；這也是第一次在如此接近地球的距離上觀測到小行星。一個月之後，發現(1862) 阿波羅穿越過地球的軌道，使科學界突然意識到這些飛行中的小行星對地球有著潛在的威脅。
阿莫爾視依據羅馬神話的愛神命名的，但大家熟知的愛神是丘比特。可以參考(763) 丘比特和(433) 愛神星，它們是依據相似的希臘神話命名的。巧合的是(433) 愛神星像(1221) 阿莫爾一樣，都曾經接近地球，而且它也是越過火星軌道的小行星。

## 外部連結
- NASA JPL小天體瀏覽器上的阿莫爾 (小行星)